# IC 3204
IC 3204 је спирална галаксија у сазвјежђу Береникина коса која се налази на листи објеката дубоког неба у Индекс каталогу.
Деклинација објекта је + 24° 14' 56" а ректасцензија 12h 21m 50,5s. Привидна величина (магнитуда) објекта IC 3204 износи 15,5 а фотографска магнитуда 16,3. IC 3204 је још познат и под ознакама KUG 1219+245, PGC 89593.